# Hypolaïs pâle
Iduna pallida
Espèce
Statut de conservation UICN

 LC  : Préoccupation mineure
L'Hypolaïs pâle (Iduna pallida) est une espèce de passereaux de la famille des Acrocephalidae.

## Comportement

### Reproduction

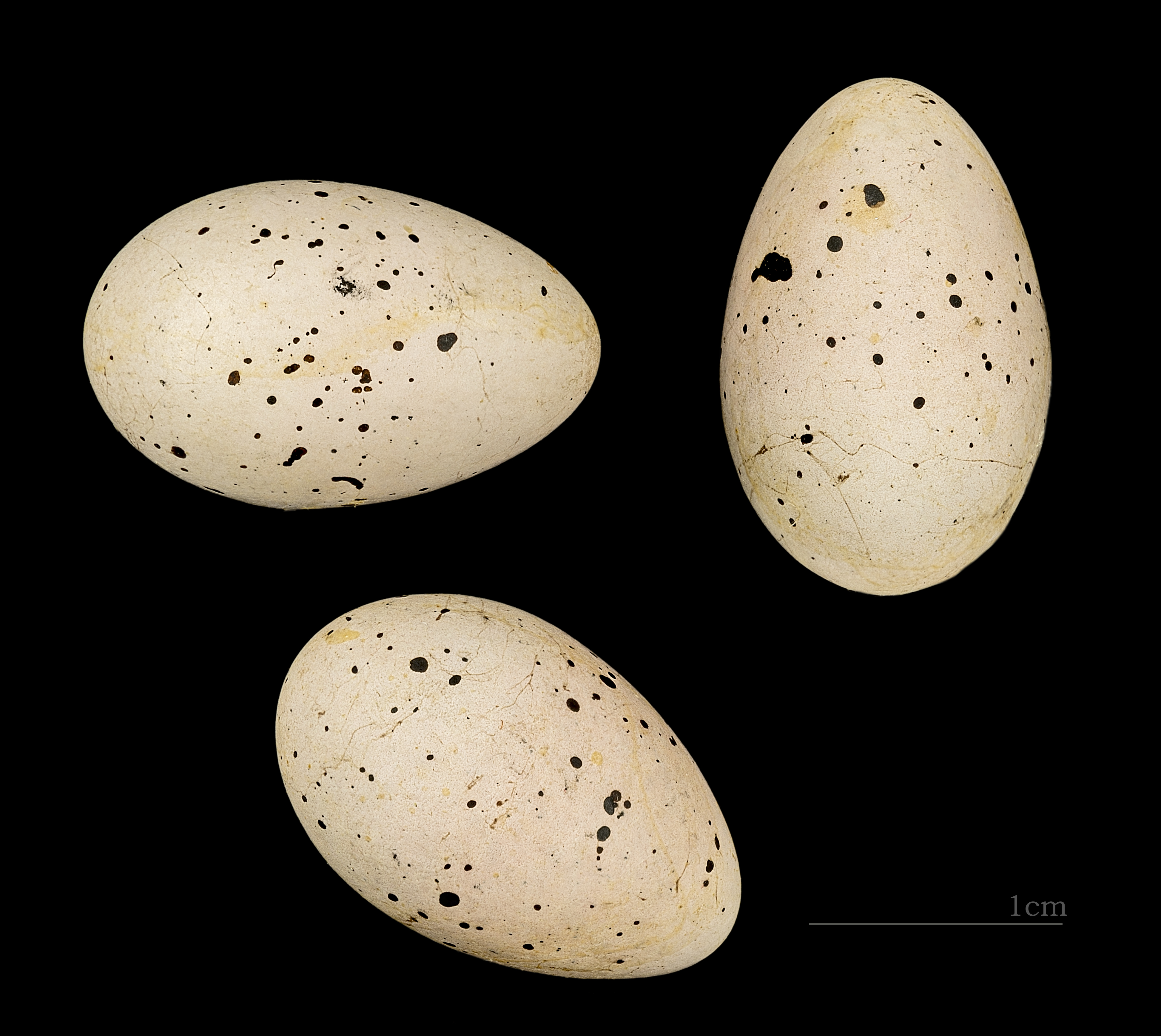
Œufs d'Iduna pallida elaeica Muséum de Toulouse
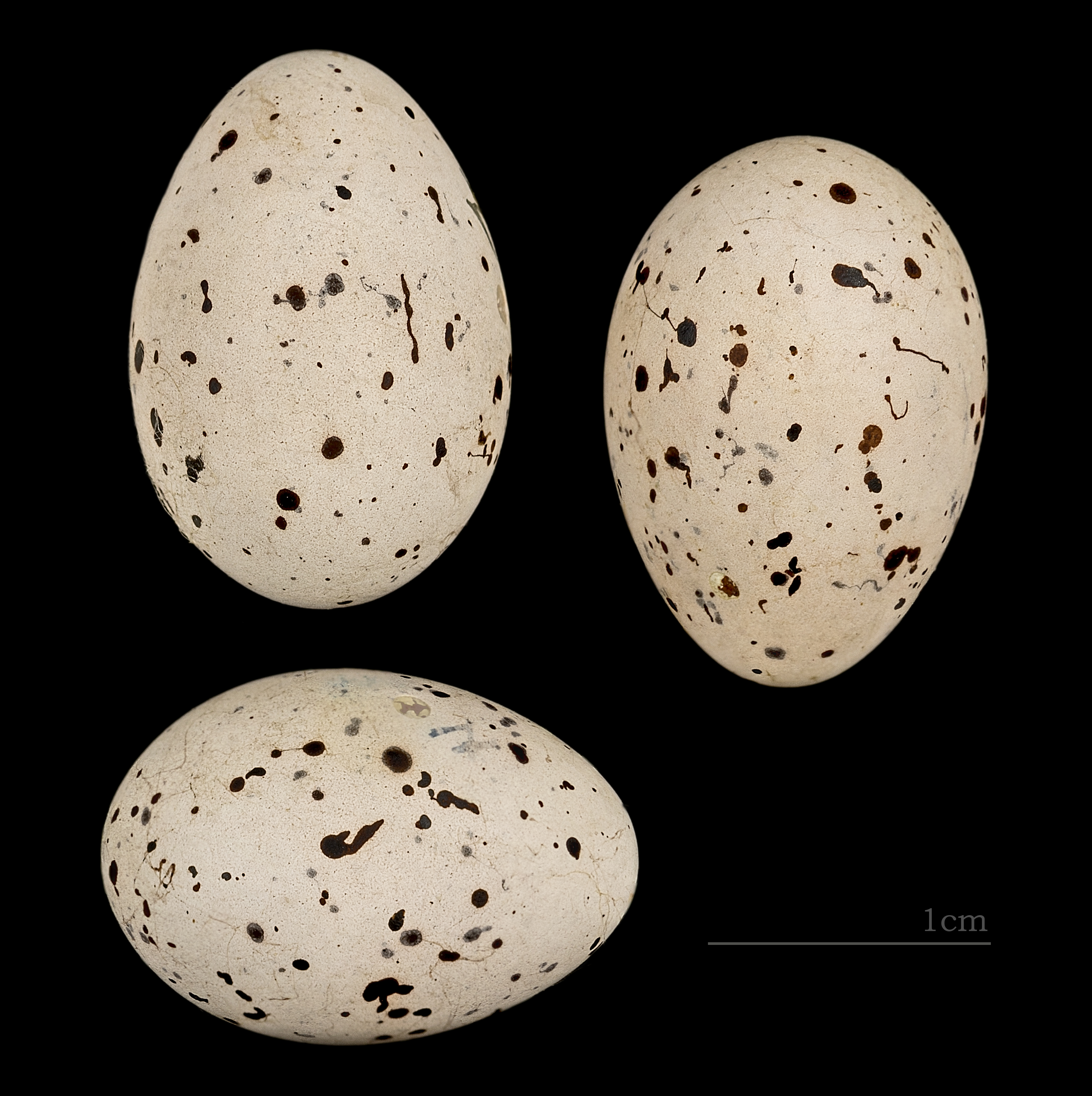
Œufs d'Iduna pallida reiseri Muséum de Toulouse

## Systématique
L'espèce a été décrite par les naturalistes allemands Friedrich Wilhelm Hemprich et Christian Gottfried Ehrenberg en 1833 .

### Synonymes
- Curruca pallida Hemprich & Ehrenberg, 1833 (protonyme)
- Hippolais pallida

### Sous-espèces
D'après le Congrès ornithologique international, cette espèce est constituée des cinq sous-espèces suivantes (ordre phylogénique) :
- Iduna pallida elaeica (Lindermayer, 1843 ; synonyme : Salicaria elaeica Protonyme) ;
- Iduna pallida reiseri (Hilgert, 1908) ;
- Iduna pallida pallida (Hemprich & Ehrenberg, 1833) ;
- Iduna pallida alulensis (Ash, Pearson & Bensch, 2005) ;
- Iduna pallida laeneni (Niethammer, 1955).

Une autre sous-espèce, Iduna pallida tamariceti (Severtsov, 1873), est reconnue par Howard & Moore (3e édition, 8e correction incluse, 2008).